# انفعالات نفسانی
 انفعالات نفسانی  (به فرانسوی: Les Passions de l'âme) آخرین اثر فیلسوفِ خردگرای فرانسوی، رنه دکارت می‌باشد. این کتاب در اصل گفت‌وگو ها و نامه نگاری های دکارت با شاهزاده الیزابت بوهمیایی درباب "انفعالات" یا "احساسات" بشری می‌باشد.

## پیش‌زمینه

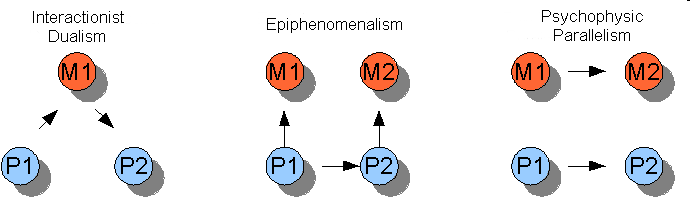
تبیین دوآلیسم یا دوگانه انگاری ذهن و بدن

دکارت قبل از این کتاب در دیگر آثار فلسفی خویش بالاخص در کتاب جریان ساز تأملات در فلسفه اولی مسائل فلسفی خویش را مطرح کرده بود. بر طبق فلسفه ایدئالیستی دکارت، در جهان خلقت دو جوهر متمایز وجود دارد: نفس(روح یا ذهن) که حالت اصلی آن "اندیشه " است و دیگری بدن(جسم) با حالت اصلیِ امتداد. دکارت معتقد بود این دو جوهر که دارای حالات یا صفات متمایزی نیز هستند هیچ ارتباطی با هم ندارند زیرا جسم مادی است و امتداد دارد و ذهن غیرمادی است و امتداد ندارد و فقط دارای اندیشه است. بر همین اساس و این نظریه دو آلیستی مسئله ای شکل می‌گیرد که دکارت و حتی فیلسوفان بزرگ چندین قرن بعد از او درصدد حل آن برآمدند، یعنی مشکلِ ارتباط ذهن و بدن، بعبارت دیگر چگونه ممکن است که ذهنِ انسان از بدن او متمایز باشد درحالیکه با تغییراتی در جسم، نفس نیز متأثر می‌شود مانند وضعیت بیماری و یا درد جسمی که روح یا نفس را هم تحت تاثیر قرار می‌دهد.در قبل دکارت مشخص کرده بود که نفس با بدن یک اتحاد ایجاد می‌کنند اما ارتباط چگونه حاصل می‌شود؟ همین پرسش دکارت را به سمت نگارش این کتاب برد و سعی کرد که تا لحظات آخر عُمر خویش این مسئله را حل کند.

## شکل‌گیری

الیزابت بوهمیایی عامل شکل‌گیری کتاب

این کتاب که در آخرین سال های زندگی دکارت (نوامبر ١۶۴٩) به نگارش درآمده است در حقیقت نگاهی روانشناسانه به خُلقیات انسانی دارد.اساس شکل‌گیری این کتاب نیز جواب های دکارت به نامه ها و پرسش های ملکه الیزابت دربابِ فلسفه او بود.

## محتوا

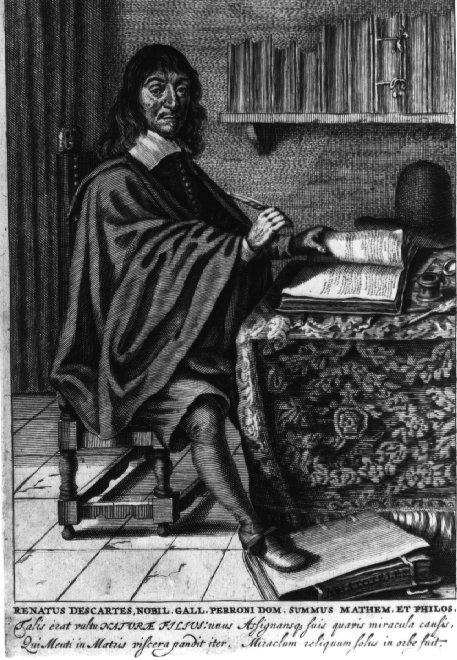
دکارت در اتاق کار خویش

او در این اثر دو اصل متقابل قدیمی را که از زمان افلاطون انفعالات نفسانی را براساس آنها مورد مطالعه قرار می‌دادند_ قوهٔ شهوانیه و غضبیه _ کنار گذاشت و انفعالات را صرفاً به نحو طبیعی و مکانیکی بررسی کرد.
از نظر دکارت بدن بر نفس تاثیر می‌گذارد و این تاثیرات همان انفعالات نفسانی هستند و دلیل این تاثیر نیز مجاورت نفس با بدن است. وظیفه ارتباط نفس با بدن را غده ای در مغز برعهده دارد به نام «غدهٔ صنوبری» که این غده واسطهٔ نفس و جسم است و تصاویر گرفته شده توسط حواس بدن با گذر از این غده به نفس می‌رسد و دستورها نفس نیز از طریق همین غده به جسم ارسال می‌شود.
از طرف دیگر باید بدانیم که حرکات جسمانی مثل گردش خون صرفاً جسمانی هستند و نفس یا ذهن هیچ دخالتی در این اَعمال ندارد. از طریق گردش خون بخاری متصاعد می‌شود که اجزای ریز این بخار به سمت مغز می‌رود و با تاثیر بر غدهٔ صنوبری، انفعالات نفسانی رخ می‌دهد.
- انواع احساسات(انفعالات) انسانی:

میل، لذت، اَلَم،حیرت، عشق، نفرت از نوع اصلی انفعالات نفسانی هستند و مابقی احساسات از این انفعالات حاصل می‌شوند. از نظر دکارت تمامی این انفعالات به نوعی می‌توانند برای انسان مفید باشند زیرا هر انفعال خود نشانی از یک رخداد یا یک هشدار در بدن و نفسِ انسان است.
با ترکیب این عواطف و انفعالات چندین صورت نفسانی دیگر شکل می‌گیرد از جمله حُرمت، کرامت، غرور، تواضع، اُمید، ترس و حسد و غیره. اگر این عواطف از اهداف اصلی خود دور شوند ضرر آفرین می‌شوند اما به‌طور کلی انفعالات حاصل از اَلَم مُضِر هستند و سبب رذائل اخلاقی در بشر می‌شوند. از بین این عواطف ((کرامت)) یک فضیلت است و بنا به نامگذاری دکارت، «شرافتِ روحی» است که می‌تواند مانع بروز انفعالات منفی از جمله غرور و تکبر و خشم شود.
- انفعالات و اخلاق

از نظر دکارت انسان باید تابع فضایل اخلاقی خود باشد و با انتخاب این عواطف از رذایل دور شود، انتخابی که با شناخت و اراده حاصل می‌شود.